# Фен Чжан
Фен Чжан (кит. спр. 张锋, піньїнь: Zhāng Fēng; 22 жовтня 1981, Шицзячжуан, КНР) — американський вчений. Праці в основному присвячені біоінженерії, генетичної інженерії та нейробіології.
Аспірантом разом з Карлом Дейссеротом розробляв оптогенетику. В 2009 році здобув ступінь доктора філософії з хімії в Стенфордському університеті. З 2012 року працює над системою редагування генома Ця робота була визнана однією з найважливіших в 2013 році за версією журналу Nature.

## Нагороди та визнання
- 2011: Нейронаучна премія Перла−UNC[en]
- 2012: National Institutes of Health Director's Pioneer Award[en]
- 2014: Gabbay Award[en]
- 2014: Премія Алана Вотермана[en]
- 2015: Tsuneko and Reiji Okazaki Award[13]
- 2016: Міжнародна премія Гайрднера[14]
- 2016: Премія Тан
- 2016: Clarivate Citation Laureates з хімії
- 2016: Медаль Джона Скотта Філадельфії
- 2017: Премія медичного центру Олбані
- 2017: Lemelson–MIT Prize
- 2018: Keio Medical Science Prize[en]
- 2018: член Американської академії мистецтв і наук
- 2018: член Національної Академії Наук[15].